# Герб Солнечного сельского поселения (Тверская область)
Герб муниципального образования Со́лнечное се́льское поселе́ние Вышневолоцкого района Тверской области Российской Федерации — опознавательно-правовой знак, служащий официальным символом муниципального образования.
Герб утверждён Решением Совета депутатов Горняцкого сельского поселения № 45 от 25 сентября 2006 года.
Герб внесён в Государственный геральдический регистр Российской Федерации под регистрационным номером 2780.

## Описание герба
«В лазоревом поле над зелёной, тонко окаймлённой золотом оконечностью — золотая овальная палитра с продетой сквозь неё такой же кистью — обе в левую перевязь. Щит увенчан муниципальной короной установленного образца».

## Обоснование символики
На территории поселения находится знаменитая Академическая Дача художников имени И. Е. Репина, Солнечная народная картинная галерея с богатой коллекцией русской живописи. Эти места окружены озёрами и лесами.